# Memphis (Texas)
Memphis város az USA Texas államában. Lakosainak száma 2048 fő (2020. április 1.).

## Népesség
A település népességének változása:

| 2010 | 2 290 |
| 2020 | 2 048 |